# Еугенія Плешкіте
Плешкіте Еугенія (лит. Eugenija Pleškytė; 6 січня 1938 — 3 листопада 2012) — радянська і литовська акторка театру та кіно. Заслужена артистка Литовської РСР (1978). Народна артистка Литовської РСР (1978). Лауреатка литовської кінопремії «Sidabrinė gervė»/ «Срібний журавель» (2009).

## Біографічні відомості
Закінчила театральний факультет Литовської консерваторії (1961).
У 1961—1963 рр. — акторка Театру драми в Каунасі.
У 1963—1965 рр. — акторка Академічного театру драми Литовської РСР.
В 1965—1992 — акторка Державного театру молоді Литви.
У кіно із 1961 року. Лауреатка Державної премії Литовської РСР (1973, за роль Котріни у фільмі «Геркус Мантас»).
Знялась в українській стрічці «За п'ять секунд до катастрофи» (1977, Марта).
Жила у Сан-Франциско (США) та Вільнюсі (Литва).

## Фільмографія
- «Канонада» (1961, вчителька Довілє)
- «Сходи до неба» (1966, Інгріда, старша дочка Індрюнасов)
- «Знайди мене» (1967, Агне (озвучила Лариса Архіпова)
- «Був місяць травень» (1970, Герта)
- «Рани землі нашої» (1971, Гедрайтене)
- «Камінь на камінь» (1971, вдова)
- «Геркус Мантас» (1972, Котріна)
- «Веселі історії» (1973, вчителька)
- «Чисто англійське вбивство» (1974, місіс Карстерс (озвучила Серафима Холіна)
- «Садуто туто» (1974, Марія)
- «Довга подорож до моря» (1976, дружина Йонаса)
- «Вогненний міст» (1976, Гільда Хорн)
- «За п'ять секунд до катастрофи» (1977, Марта; Кіностудія ім. О. Довженка)
- «Подарунки по телефону» (1977, Тамара Шимановська)
- «Цвітіння несіяного жита» (1978, Еляна)
- «Малі гріхи наші» (1979, Альбіна Улбайте)
- «Чортове насіння» (1979, Морта)
- «Факт» (1980, Кароліна, дружина Джанаса)
- «Американська трагедія» (1981, дружина Ейси, мати Клайда)
- «Жінка у білому» (1981, місіс Кетерік, мати Анни)
- «Найдовша соломинка» (1982, Юшка)
- «Англійський вальс» (1982, місіс Гоуп)
- «Без сім'ї» (1984, мама Барберен, прийомна мати Ремі)
- «Хвилі вмирають на березі» (1985, Емма)
- «Нічні пошепки» (1985)
- «Беньямінас Кордушас» (1986, пані Ядвіга)
- «Усі проти одного» (1986, Беатріс Корнель)
- «Ігри дорослих людей» (1987, Регіна («Гра друга»), озвучила Лариса Архіпова)
- «Романтик» (1989, Зінаїда Павлівна)
- «Смерть за лаштунками» (1991, Грета Крепель)
- «Хрест милосердя» (1991, Прозорова) та ін.